# Jean-Joseph Thonissen

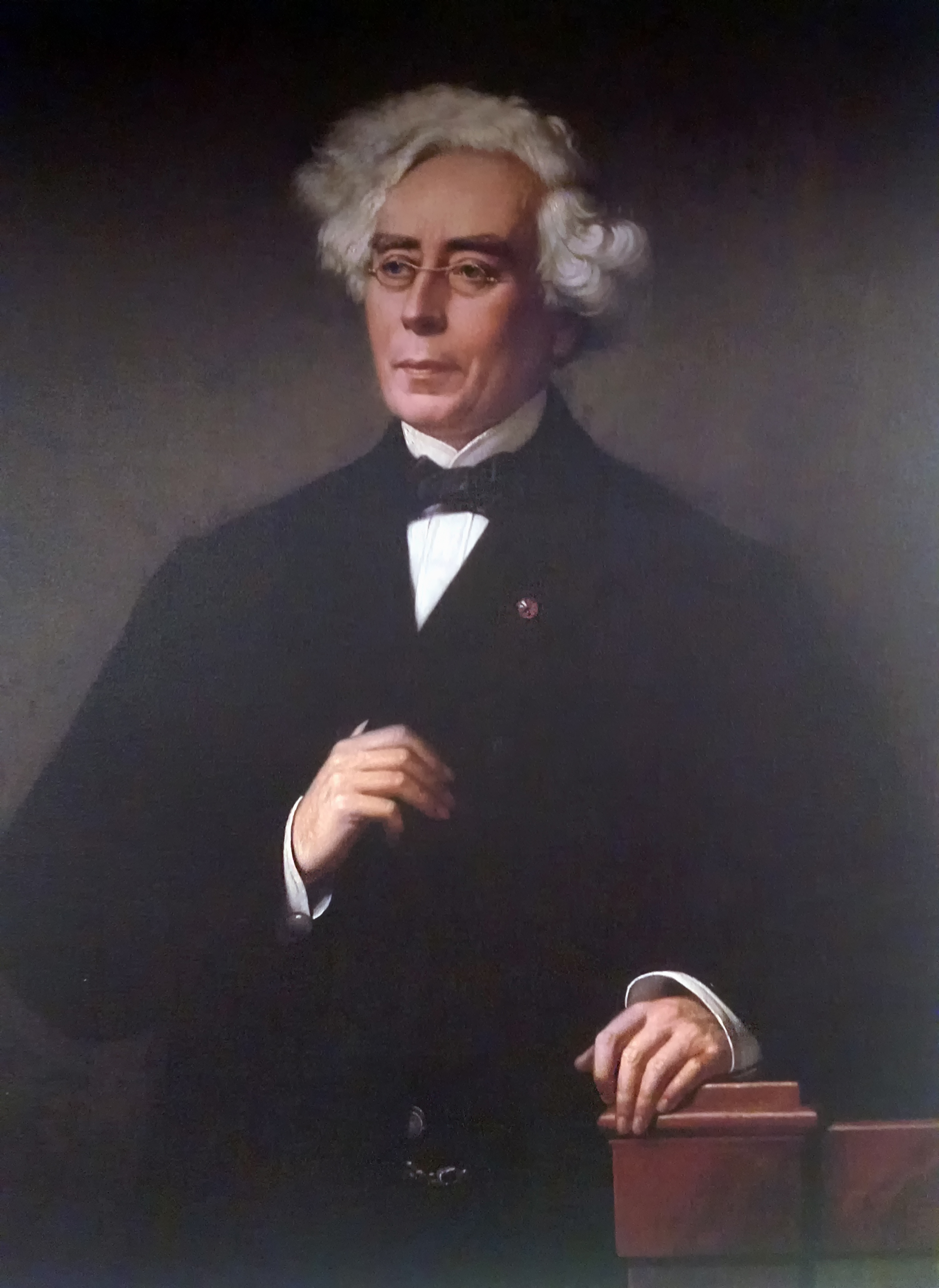
Porträtt, av Godefroid Guffens

Jean-Joseph Thonissen, född 10 januari 1816 i Hasselt, död 17 augusti 1891 i Leuven, var en belgisk jurist och politiker. 
Thonissen var professor i straffrätt vid Katolska universitetet i Leuven från 1847 till 1884, då han, som sedan 1863 haft säte i deputeradekammaren, utnämndes till inrikes- och undervisningsminister i Auguste Beernaerts ministär. Från detta ämbete avgick han i oktober 1887. Thonissen invaldes 1855 som ledamot av Belgiska akademien.